# Ibtihej Ben Helal
Ibtihej Ben Helal est une femme politique tunisienne membre de Nidaa Tounes.

## Biographie
Candidate lors des élections législatives de 2014 sous les couleurs de Nidaa Tounes, elle est élue députée à l'Assemblée des représentants du peuple dans la circonscription de Bizerte.
Le 15 décembre 2014, alors qu'elle se rend à son domicile à Mateur, elle réchappe d'un grave accident de la circulation.